# ناحیه کگاتلنگ
ناحیه کگاتلنگ (به لاتین: Kgatleng District) یک منطقهٔ مسکونی در بوتسوانا است که در جنوب شرقی این کشور واقع شده‌است.

## خصوصیات
ناحیه کگاتلنگ ۷٬۹۶۰ کیلومترمربع مساحت و ۹۱٬۶۶۰ نفر جمعیت دارد.